# Duftende Korallenraute
Die Duftende Korallenraute (Boronia megastigma) ist eine Pflanzenart aus der Gattung Korallenrauten (Boronia) innerhalb der Familie der Rautengewächse (Rutaceae). Sie ist im südlichen Western Australia heimisch und hebt sich durch ihren angenehmen intensiven Duft hervor, sodass aus den Blüten ätherische Öle extrahiert werden.

## Beschreibung
Die Duftende Korallenraute wächst als aufrechter, schlanker Strauch, der Wuchshöhen von maximal 2 Meter erreicht. Alle Pflanzenteile duften, da sie Drüsen enthalten, welche die ätherischen Öle produzieren. Die Laubblätter stehen wirtelig an dünnen Zweigen. Die aus drei, selten aus fünf Blättchen zusammengesetzten, dunkelgrünen Laubblätter sind bis 1,5 cm lang, schmal und dick.
Die Blütezeit reicht von Juli bis Oktober. Die zwittrigen Blüten sind bei einem Durchmesser von etwa 1 cm becherförmig. Die Blütenfarben sind außen braun bis rötlich-violett und innen intensiv gelb; einige Sorten besitzen andere Farben. In der Zeit, in der die Stempel für Pollen empfänglich sind, ist die Aktivität der Duftdrüsen am höchsten, was darauf schließen lässt, dass dadurch befruchtende Insekten angelockt werden sollen.

## Vorkommen
Boronia megastigma ist im äußersten Südwesten Australiens, der Southwest Botanical Province heimisch. Das Verbreitungsgebiet umfasst Australiens biogeografische Regionen Esperance Plains, Jarrah Forest und Warren. Man findet sie in feuchten oder saisonal feuchten, tiefliegenden Gebieten, in der Regel zusammen mit Jarrah (Eucalyptus marginata) Wäldern und im Flachland und an Flussläufen mit Myrtenheiden.

## Nutzung
Die Hauptinhaltsstoffe des ätherischen Öles sind β-Ionon und Dodecyl-acetat. Das Öl wird für Parfums und als fruchtiger Geschmacksstoff in der Lebensmittelindustrie eingesetzt.